# Perdita acapulcona
Perdita acapulcona är en biart som beskrevs av Timberlake 1954. Perdita acapulcona ingår i släktet Perdita och familjen grävbin. Inga underarter finns listade i Catalogue of Life.